# Kanon (visual novel)
Pour les articles homonymes, voir Kanon.
Kanon (カノン) est un visual novel japonais développé par Key et sorti le 4 juin 1999. La version originale, conçue pour PC, fut évaluée pour un public majeur (18+) par l'Ethics Organization of Computer Software mais une version tous publics fut éditée en janvier 2000. D'autres versions tous publics furent ensuite produites pour Dreamcast, PlayStation 2, et PlayStation Portable.
Plus tard, une nouvelle version, appelée, la Kanon Standard Edition, fut publiée sur PC sous forme de DVD-ROM dans sa version adulte et tous publics. La Standard Edition incorpore les quelques graphismes supplémentaires des versions tous publics du jeu. Les deux Standard Edition apportent la compatibilité pour Windows 2000/XP ainsi que d'autres améliorations techniques comme l'ajout d'emplacements de sauvegarde supplémentaires. La version tous publics de la Standard Edition est identique aux versions tous publics précédentes.
Le gameplay dans Kanon consiste à suivre une histoire linéaire où le joueur interagit à des moments prédéterminés pour choisir entre plusieurs options apparaissant à l'écran. Le jeu fut développé de telle sorte que les centres d'intérêt pour le joueur soient une intrigue complexe et l'attrait pour les cinq personnages féminins principaux.
Kanon a été adapté en light novel (roman court) pour adultes, en drama audio, et en deux séries d'anime et de manga. La première série animée, de treize épisodes, a été diffusée de janvier à mars 2002, et inclut un épisode OVA, Kazahana, diffusé en mai 2003. Cet épisode et la série ont été produits par Toei Animation. La seconde adaptation en anime, créée par Kyoto Animation, contient vingt-quatre épisodes et a été diffusée au Japon d'octobre 2006 à mars 2007. D'abord sous licence d'ADV Films, cette série a été transférée à Funimation Entertainment en juillet 2008, et a été diffusée en anglais. La seconde série animée joue sur l'homophonie entre Kanon et le terme musical « canon », en utilisant le Canon de Pachelbel comme musique de fond plusieurs fois au cours de la série.
Le numéro d'octobre 2007 de Dengeki G's Magazine inclut les résultats d'un sondage sur les cinquante meilleurs jeux bishōjo. Sur 249 titres retenus, Kanon se classait cinquième avec 71 votes. Selon les chiffres des meilleures ventes de jeux bishōjo au Japon, la première version de Kanon sur PC s'est classée numéro deux à sa sortie. Trois ans plus tard, en juin 2002, Kanon était 44e, puis 46e les deux semaines qui suivirent. Kanon s'est vendu à plus de 300 000 exemplaires toutes plates-formes confondues, PSP non incluse.

## Système de jeu

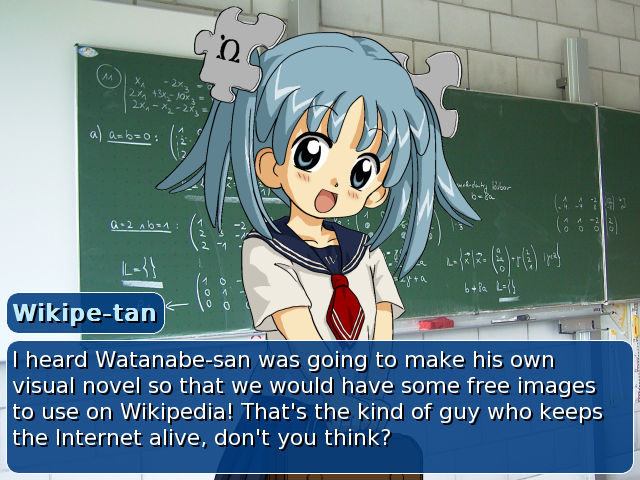
Représentation d'un jeu de bishōjo de type roman graphique.

Le gameplay demande peu d'interaction pour le joueur. En effet, la plupart du temps il suffit de lire le texte apparaissant à l'écran, ces textes représentant les dialogues entre les différents personnages. Dans la version originale, il n'y avait pas de doublage pour les personnages, mais les versions ultérieures sur Dreamcast et PlayStation 2 ont inclus un doublage complet pour intensifier l'expérience. La seule exception fut Yuichi Aizawa qui n'était doublé dans aucune de ces versions. Cependant, la version PlayStation Portable comporte un doublage pour Yuichi joué par Tomokazu Sugita.
De temps en temps, le joueur arrive à un « point de décision » où il faut choisir entre différentes options. Le temps écoulé entre ces choix est variable, et peut aller d'une minute à beaucoup plus de temps. Le jeu se met en pause sur ces points, et selon la décision du joueur, le scénario peut prendre l'une ou l'autre direction,.
Il existe cinq scénarios différents que le joueur peut explorer, chacun correspondant à un des principaux personnages féminins du jeu. Pour suivre les cinq scénarios, le joueur doit refaire cinq fois le jeu, en faisant à chaque fois des choix différents pour faire prendre au scénario une direction différente. Jun Maeda, qui a travaillé au scénario de Kanon, a indiqué en mars 2001 que le public japonais a pu avoir l'impression que Key fait des jeux lénitifs à cause du scénario de Kanon, mais affirma également qu'aucune personne travaillant sur Kanon ne le pensait.
L'un des buts principaux du jeu original est la visualisation de scènes érotiques, dans lesquelles le héros Yuichi a des relations sexuelles avec l'un des personnages féminins du jeu,. Par la suite, Key a publié deux versions de Kanon sans contenu érotique. Les versions avec du contenu « adulte » incluent une scène sexuelle explicite dans chacun des cinq scénarios, entre 50 et 75 % d'avancement, plus une scène imaginée. Il y a également deux scènes de nudité utilisant les mêmes graphismes. Yūichi Suzumoto, un scénariste qui a travaillé sur d'autres productions de Key, a indiqué que les scènes sexuelles de Kanon sont très indépendantes du reste du jeu, et peuvent être facilement retirées sans altérer le scénario.

## Histoire

### Localisation et thèmes
Il y a plusieurs lieux importants dans l'histoire de Kanon, mais les noms des lieux sont rarement indiqués explicitement dans les jeux de Key. L'histoire se déroule en hiver, et comme il neige plusieurs fois au cours du scénario, la ville est toujours présentée couverte d'une couche de neige. Le centre commercial est souvent représenté quand les personnages se rendent en ville, et en particulier quand Ayu fait son apparition au début de l'histoire. Le lycée où Yuichi et les autres personnages étudient, y compris la cour de l'école et les environs, apparaît surtout dans les scénarios de Shiori et de Mai ; dans le reste du jeu, c'est surtout un décor général où Yuichi et les autres personnages discutent.
Il y a des thèmes récurrents dans l'histoire. Le thème de la musique est présent ; ainsi, les épisodes animés de 2006 et 2007 ont des titres d'épisodes liés à la musique, comme « ouverture » ou « introït ». Le thème des miracles est également très présent : le scénario et les personnages de Kanon sont influencés par divers événements où des miracles arrivent. Le fait de promettre et de tenir ses promesses se retrouve également dans le scénario. À la fin, Yuichi fait des promesses importantes aux cinq héroïnes, tout en réalisant d'anciennes promesses qu'il avait faites à quatre d'entre elles, lorsqu'il visitait la ville étant enfant.
L'histoire se base beaucoup sur l'amnésie ou la perte de mémoire. Trois des personnages principaux — Yuichi, Ayu et Makoto — souffrent d'amnésie à divers degrés, et la recherche de leurs souvenirs est un moteur de l'histoire. Un autre moteur du scénario est la nourriture préférée des cinq héroïnes. Le magazine Newtype, dans un article sur Kanon, affirme que « c'est quand les personnages mangent quelque chose de vraiment bon qu'ils semblent les plus beaux et les plus vivants », et ce en dépit du ton globalement sombre de l'histoire. Ces plats préférés sont : le taiyaki (Ayu), les fraises (Nayuki), le nikuman (Makoto), la crème glacée (Shiori) et le gyudon (Mai).

### Personnages principaux
Le joueur joue le rôle de Yuichi Aizawa, un lycéen de dix-sept ans cynique, qui est connu pour faire des farces aux filles de sa classe que l'on rencontre dans le jeu. Cependant, Yuichi est très loyal et en fait parfois beaucoup pour faire plaisir aux autres, même si cela lui coûte son temps et son argent. Il a généralement une personnalité plutôt effacée et ne demande pas grand-chose en remerciement de ses bonnes actions. Ayu Tsukimiya, la première héroïne de Kanon, est une petite lycéenne étrange et mystérieuse, reconnaissable à son sac ailé, son serre-tête rouge et sa tendance à parler d'elle en utilisant un pronom réservé aux hommes, boku (僕). Elle adore le taiyaki et elle est célèbre pour sa réplique ugū (うぐぅ) qu'elle utilise pour exprimer toutes sortes d'émotions négatives comme la frustration, la douleur ou la peur. La cousine de Yuichi, Nayuki Minase, est amoureuse de lui depuis qu'ils sont enfants, et doit apprendre à supporter ses émotions, surtout avec la crainte que Yuichi tombe amoureux d'une autre fille. Nayuki parle beaucoup plus lentement que ses camarades, et a toujours du mal à se lever le matin, sauf en quelques occasions où elle se lève avant Yuichi, à la grande surprise de ce dernier.
Quelques jours après son arrivée en ville, Yuichi est abordé par la troisième héroïne de Kanon, Makoto Sawatari, une jeune fille amnésique, qui est pourtant sûre qu'elle en veut à Yuichi depuis la dernière fois où il a visité la ville. Matoko a un côté méchant et fait souvent de mauvaises farces à Yuichi. Elle a une grande affinité avec le printemps et voudrait qu'il dure pour toujours. Yuichi rencontre également Shiori Misaka, une lycéenne de première année qui souffre d'une maladie inexpliquée depuis sa naissance. Cette maladie l'a rendue très faible physiquement, et elle manque souvent les cours à cause de cela. Elle essaie cependant d'être forte et s'entend bien avec les autres élèves, mais elle ne connaît pas beaucoup de gens de son âge à cause de sa maladie. La dernière héroïne de Kanon est Mai Kawasumi, une élève de troisième année au lycée de Yuichi. Elle a une attitude froide, mais c'est en fait une jeune fille gentille et altruiste ; elle punit ceux qui lui font des farces en leur donnant un petit coup de karaté dans la tête.

### Histoire
Le scénario de Kanon est basé sur un groupe de cinq filles dont les vies sont liées au même garçon. Yuichi Aizawa est un lycéen de deuxième année qui a visité la ville où se déroule l'histoire sept ans avant le début du jeu. L'histoire commence le mercredi 6 janvier 1999 quand Yuichi arrive en ville, très indifférent à la ville et ses habitants. Il doit habiter chez sa tante Akiko, avec sa cousine Nayuki Minase. Après sa longue absence, Yuichi ne se rappelle pratiquement rien, sinon des détails, de sa précédente visite de la ville. Nayuki essaie de lui rafraîchir plusieurs fois la mémoire, mais échoue. Durant l'histoire, en découvrant les aspects surnaturels de la ville, Yuichi se souvient des événements qui se sont déroulés sept ans plus tôt.
Le lendemain du retour de Yuichi, il se promène en ville avec Nayuki qui lui fait visiter les environs. Nayuki se souvient qu'elle doit faire les courses pour le dîner, mais Yuichi ne veut pas y aller avec elle, craignant de se perdre. Alors qu'il attend Nayuki sur le trottoir, une fille bizarre nommée Ayu Tsukimiya lui rentre dedans. Elle l'emmène alors dans un café et lui explique qu'elle a volé accidentellement un sac de taiyaki, car elle a été effrayée par le vendeur avant d'avoir pu payer, et s'est enfuie. Yuichi ramène Ayu au magasin et tous deux présentent leurs excuses, et Ayu est pardonnée. Ils décident de se revoir un autre jour et Ayu s'en va. Quelques jours plus tard, Yuichi est abordé par une jeune fille nommée Makoto Sawatari, qui est amnésique, mais se souvient quand même qu'elle lui en veut depuis sa dernière visite en ville. Après qu'elle s'est évanouie dans la rue, il la ramène chez lui et apprend sa situation. Akiko l'autorise à rester chez eux pour le moment, alors que l'intention de Yuichi était de l'amener à la police.
Il y a une autre jeune fille reliée au passé de Yuichi : Mai Kawasumi, qui est en troisième année de lycée. Elle combat et tue des démons la nuit, quand l'école est déserte. Elle est souvent punie pour des dégâts dans l'école, car elle les avoue toujours, étant trop sincère pour le cacher et sachant que personne ne croira à la présence de démons dans l'école. Yuichi rencontre également une cinquième fille, Shiori Misaka. Elle souffre d'une maladie inexpliquée depuis sa naissance, ce qui la rend faible et l'empêche de venir tout le temps en classe. Yuichi commence à lui parler davantage quand il la voit seule dans la cour. Il apprend que Shiori reste seule dans la cour presque tous les jours en espérant rencontrer quelqu'un qui lui est cher.

## Développement
Après avoir quitté les entreprises Tactics et Nexton, la plupart des développeurs du visual novel One: Kagayaku Kisetsu e formèrent Key en 1998. Le premier projet de Key publié par VisualArt's fut Kanon. Le projet fut dirigé par Jun Maeda et Naoki Hisaya (en) qui étaient aussi les auteurs du scénario du jeu. La direction artistique fut confiée à Itaru Hinoue qui travailla sur les personnages et la numérisation. Le reste de l'équipe artistique était formé de Din, Miracle Mikipon et Shinory, les décors furent créés par Torino. La musique du jeu fut composée par OdiakeS (en) et Shinji Orito. Kanon était la première et la dernière visual novel développée par Key avec Naoki Hisaya et OdiakeS, qui, par la suite, travaillèrent à d'autres jeux similaires dans d'autres studios de développement,.

### Publication
Kanon est sorti pour la première fois le 4 juin 1999, sur CD-ROM pour Microsoft Windows. L'année suivante sont sorties deux autres versions : une version tous publics sur PC, sortie le 7 janvier 2000, et le premier portage sur console, pour la Dreamcast, le 14 septembre 2000. Le second portage sur console, pour la PlayStation 2, est sorti le 28 février 2002, avec différentes versions de la jaquette du jeu. Après avoir vendu suffisamment d'exemplaires du jeu sur PlayStation 2, le 22 décembre 2004, Key publia une version moins chère du jeu, appelée Best Version, et vendue pour environ la moitié du prix du premier jeu. Cette version a également été vendue en pack avec les Best Versions de deux autres visual novels, Air et Clannad, le 30 juillet 2009.
Une autre version intitulée Kanon Standard Edition est sortie sur PC en DVD-ROM le 26 novembre 2004, avec une nouvelle compatibilité pour Windows 2000 et Windows XP. Seules cette version et la version originale contiennent des scènes pornographiques. Trois mois plus tard est sortie une nouvelle version tous publics. Un portage sur PSP est sorti le 15 février 2007 au Japon ; la première édition de cette version PSP contenait également un DVD avec des messages de cinq des comédiens de doublage et une version recompilée de la cinématique de début. Les cinq doubleurs du DVD sont : Mariko Kōda (en) qui double Nayuki Minase, Akemi Satō qui double Shiori Misaka, Mayumi Iizuka qui double Makoto Sawatari, Yūko Minaguchi qui double Akiko Minase, et Tomokazu Sugita qui double Yuichi Aizawa. Yui Horie, qui double Ayu Tsukimiya, intervient dans l'introduction du DVD mais pas dans les messages. La version PSP est disponible en téléchargement sur le PlayStation Store au Japon depuis le 9 octobre 2009.
Une version pour téléphone portable, sur les réseaux Freedom of Mobile Multimedia Access et SoftBank a été diffusée par Prototype via VisualArt's Motto en mai 2007. Une nouvelle version de Kanon compatible avec Windows Vista a été publiée par Key le 31 juillet 2009, dans un coffret contenant cinq autres visual novels de Key, nommé Key 10th Memorial Box ; cette version, comme les autres versions pour PC, ne contient pas de doublage pour les dialogues.

## Adaptations

### Light novels
Cinq light novels érotiques, écrits par Mariko Shimizu et éditées par Paradigm, ont été publiés au Japon de décembre 1999 à août 2000. Les couvertures et les illustrations intérieures sont dessinées par Itaru Hinoue, l'artiste qui a conçu les graphismes du visual novel. Chaque livre se base sur une des cinq héroïnes, et leurs titres s'inspirent des thèmes musicaux associés à chaque personnage dans le jeu. Les deux premiers tomes furent La Fille dans la Neige (雪の少女, Yuki no Shōjo, Nayuki) et Au-delà du Sourire (笑顔の向こう側に, Egao no Mukougawa ni, Shiori) en décembre 1999. La troisième, La Prison de la Jeune fille (少女の檻, Shōjo no Ori, Mai), a été publiée en avril 2000 et la quatrième, Le Renard et les Raisins (Makoto), deux mois après. Le dernier tome, Une Ville Ensoleillée (日溜りの街, Hidamari no Machi, Ayu), est sorti en août 2000. Paradigm a republié les cinq livres en association avec VisualArt's, dans une nouvelle édition sans les passages érotiques, en commençant par La Fille dans la Neige le 27 juin 2009 et en terminant par Une Ville Ensoleillée le 26 décembre 2009. Pour compenser la disparition du contenu érotique, Mariko Shimizu a écrit des passages supplémentaires pour chaque tome. Un sixième tome intitulé Les Opinions des jeunes filles (彼女たちの見解, Kanojotachi no Kenkai), et basé sur le personnage secondaire Sayuri Kurata, écrit par Mariko Shimizu et illustré par Zen, doit sortir en juin 2010. Les premières éditions des livres se sont vendus à plus de 500 000 exemplaires au Japon.

### Dramaaudio
Il existe trois coffrets de CD de drama audio basés sur Kanon, contenant cinq CD audio chacun, soit un total de quinze CD. Ces CD ont été publiés sur trois ans, entre le 29 septembre 2000 et le 26 avril 2003. Dans les deux premiers coffrets, chaque CD contient une histoire centrée sur l'une des héroïnes, la jaquette du CD indiquant de quel personnage il s'agit. Dans le troisième coffret, il s'agit d'une anthologie, et c'est Akiko Minase qui apparaît sur la jaquette.

### Manga
Le premier manga basé sur Kanon a d'abord été publié dans le magazine Dengeki Daioh édité par MediaWorks, allant du numéro de décembre 2000 à celui de juillet 2002, qui sont sortis respectivement le 21 octobre 2000 et le 21 mai 2002,. MediaWorks rassembla ensuite les épisodes en deux volumes tankōbon, édités sous son label Dengeki Comics, le 27 septembre 2000 et le 27 juillet 2002. L'histoire est adaptée du visual novel et illustrée par Petit Morishima. Il y a six chapitres au total, soit trois dans chaque volume. Le premier chapitre est un prologue et le dernier un épilogue, tandis que les quatre autres sont centrés sur quatre des cinq héroïnes du jeu : Shiori Misaka, Makoto Sawatari, Mai Kawasumi et Ayu Tsukimiya. Pour compenser le fait que Nayuki n'a pas de chapitre qui lui est dédié, elle apparaît dans la plupart des scènes où Yuichi apparaît,. Le premier manga diffère de la visual novel car les histoires de Shiori, Mai et Makoto ne sont pas racontées entièrement. À la fin de chaque histoire, le manga devait donner au lecteur les réponses qui lui manquaient sur chaque héroïne, mais les histoires dans le manga se terminent prématurément,, car le manga se focalise davantage sur l'histoire d'Ayu.
Le second manga, intitulé Kanon : Les vrais sentiments de l'autre côté du visage souriant (Kanon ホントの想いは笑顔の向こう側に, Kanon Honto no Omoi wa Egao no Mukōgawa ni) et sous-titré Chaque regret de Kanon a été publié dans les volumes deux à sept du magazine Dragon Age Pure édité par Fujimi Shobō, publiés respectivement le 29 juin 2006 et le 20 octobre 2007,
,
. L'histoire est adaptée du visual novel et illustrée par Kinusa Shimotsuki. Le premier volume relié est sorti le 1er avril 2007 au Japon et se concentre sur l'histoire de Nayuki. Il contient cinq chapitres, le premier de quarante-six pages, les deux suivants étant des suppléments de douze pages chacun, puis un quatrième chapitre de quarante pages, et enfin un épilogue de six pages. Le second volume, sorti le 8 décembre 2007, raconte l'histoire des quatre autres héroïnes. Il contient quatre chapitres, chacun d'entre eux concernant l'une des qutare autres héroïnes de Kanon. Le premier chapitre sur Makoto fait trente-huit pages, le second sur Mai fait dix-huit pages, le troisième sur Shiori fait vingt pages, et le dernier sur Ayu fait quarante-huit pages.
Il existe également des anthologies manga créées par différents éditeurs et illustrées par de nombreux artistes différents.  
En avril 2004, Ohzora a publié une anthologie de travaux basés sur Kanon et sur Air, intitulée Haru Urara: Kanon & Air. De juin à août 2004, Ohzora a également publié cinq volumes de mangas basés sur Kanon et dessinés par cinq artistes différents,. Par la suite, Ohzora a rassemblé des morceaux d'anthologies précédemment publiées dans deux volumes intitulés Kanon Anthology Comics Best Selection, publiés en décembre 2006 et janvier 2007,. Ohzora a également publié treize volumes d'une série d'anthologie simplement intitulée Kanon sous son label Twin Heart Comics.
Chacune de ces séries d'anthologie a été écrite et dessinée par une moyenne de vingt-deux personnes pour chaque volume.

### Anime
La première série d'anime basée sur Kanon a été produite par le studio japonais Toei Animation sous la direction de Takamichi Ito (en). Treize épisodes ont été produits et diffusés au Japon entre le 31 janvier et le 28 mars 2002. Par la suite, un épisode OVA, intitulé Kanon Kazahana, est sorti en mars 2003. La série animée et l'OVA avaient les chansons Florescence et Flower, respectivement comme génériques de début et de fin. Cependant, la musique de fin du jeu, Où le Vent Arrive, est utilisée comme générique de fin dans le treizième épisode de la série. De plus, la musique du début du jeu, Last Regrets, apparaît peu avant la fin du treizième épisode, pendant une scène de flashback.
À partir de 2006, Kyoto Animation, qui avait déjà adapté en anime le jeu Air de Key, décida de produire une nouvelle série animée adaptée de Kanon. Cette série, dirigée par Tatsuya Ishihara, a été diffusée du 5 octobre 2006 au 15 mars 2007 sur la chaîne japonaise BS-i, en vingt-quatre épisodes. Le 21 septembre 2007, ADV Films annonça à la convention Anime Weekend Atlanta posséder officiellement la licence de la seconde série Kanon. Ils avaient déjà mis en ligne un trailer de la série en août 2007, mais l'avait retirée dès que la nouvelle s'était répandue sur Internet. Le premier épisode de la série doublé en anglais est sorti en streaming sur Anime News Network du 23 au 30 décembre 2007. En juillet 2008, les droits de la seconde série Kanon ont été transférés à Funimation Entertainment, qui a continué la diffusion de la série en Amérique du Nord. La diffusion en France est prévue pour le 10 décembre 2020 sur le site de streaming ADN.
La seconde série animée Kanon a les mêmes comédiens de doublage que la première, à l'exception des doubleurs de Yuichi Aizawa et de Kuze. Avec vingt-quatre épisodes, elle est plus longue que la première qui en comptait treize, et possède une meilleure qualité d'animation. Contrairement à la première série, les musiques du jeu Kanon ont été utilisées pour les génériques et la bande-son. Cependant, une chanson du seizième épisode ne vient pas du visual novel : il s'agit de Last regrets -X'mas floor style- du premier album de I've Sound, Regret. D'autres chansons viennent des albums publiés en parallèle du jeu, comme Amenoscope, Recollections, Re-feel et Ma-Na.

### Musique
Les deux chansons principales du visual novel sont le thème d'ouverture Last Regrets et le thème de fin Où le Vent Arrive (風の辿り着く場所, Kaze no Tadoritsuku Basho), toutes deux interprétées par Ayana. Les paroles de ces deux chansons ont été écrites par Jun Maeda avec un arrangement par Takase Kazuya de I've Sound. Les cinq héroïnes du jeu ont chacune leur thème musical. Le thème d'Ayu est Une Ville Ensoleillée (日溜りの街, Hidamari no Machi), celui de Nayuki est La Fille dans la Neige (雪の少女, Yuki no Shōjo), celui de Makoto est Le Renard et les Raisins, celui de Shiori est Au-delà du Sourire (笑顔の向こう側に, Egao no Mukōgawa ni) et celui de Mai est Prison de Filles (少女の檻, Shōjo no Ori).
Le premier album de Kanon à sortir a été Amenoscope, inclus dans la première version du jeu en juin 1999. Puis sortit un single, Last regrets / Place of wind which arrives, avec les génériques de début et de fin, avec des versions arrangées de trois musiques de fond et une version chantée du générique de début. Une compilation de pistes des deux albums précédents, Recollections, est sortie en décembre 2001. La bande-son originale du jeu est sortie sous forme d'album en octobre 2002, avec vingt-deux pistes de musique ainsi que des versions courtes des deux génériques. Un album au piano, Re-feel, est sorti en décembre 2003, contenant cinq musiques de Kanon et cinq de Air. Mis à part les deux premiers, tous les albums liés à Kanon ont été publiés par le label Key Sounds Label appartenant à Key, mais ce label n'existait pas encore à la sortie des deux premiers albums.
La première bande originale de la première série animée est sortie en mai 2002. Les albums de la première série animée ont été produits par Frontier Works et Movic (en). Un single est sorti pour la seconde série animée : Last regrets / Kaze no Tadoritsuku Basho. Produit par Key Sounds Label, il contient les génériques de début et de fin du jeu en versions originales, courtes et remixées.

## Accueil et critiques
Selon un classement national des ventes de jeux bishōjo au Japon, la première version de Kanon pour PC a démarré numéro 2 du classement. Trois ans plus tard, en juin 2002, la version originale était numéro 45, puis numéro 46 les deux semaines suivantes. Elle a également été numéro 41 au début de juillet 2002. La Standard Edition de Kanon a débuté numéro 16 du classement. Elle est restée dans les cinquante premiers pendant les deux mois suivants, atteignant les numéros 47 et 35. La version tous publics de la Standard Edition a débuté numéro 42 du classement national, a atteint le numéro 35 le mois suivant, puis a disparu du classement par la suite. Le portage Dreamcast s'est vendu à 42 379 exemplaires la première semaine, et fut la quatrième meilleure vente de jeu au Japon pour cette semaine. En tout, Kanon s'est vendu à plus de 300 000 exemplaires toutes plates-formes confondues, sans compter la version PSP.
Le premier portage sur PlayStation 2 a fait l'objet d'un article par le magazine japonais Famitsu, qui lui a attribué un score total de 29/40 (avec des notes individuelles de 7, 8, 7 et 7) . Yūichi Suzumoto déclara dans une interview en mars 2001 qu'il trouvait que la fin de Kanon pouvait se résumer à « le prince et la princesse vécurent heureux et eurent beaucoup d'enfants. Fin. », et donc que la fin ne laissait aucun indice sur ce qui pouvait se passer par la suite. Dans le numéro d'octobre 2007 de Dengeki G's Magazine furent publiés les résultats d'un sondage sur les cinquante meilleurs jeux bishōjo. Sur 249 titres retenus, Kanon était cinquième avec 71 votes.
Les personnages de Kanon ont été repris dans plusieurs jeux dōjin (amateur) n'ayant pas de rapport direct avec Kanon, comme Eternal Fighter Zero (en) de Twilight Frontier (en), où la plupart des personnages jouables venaient soit de Kanon soit d'un autre visual novel de Key, One: Kagayaku Kisetsu e. Un autre jeu dōjin, Glove on Fight (en), contient au moins deux personnages de Kanon : Ayu Tsukimiya et Akiko Minase, dans un jeu vidéo de combat incluant également d'autres personnages d'origine diverses. Le personnage d'Ayu Tsukimiya apparaît dans d'autres œuvres indépendantes de Kanon, par exemple dans l'épisode 67 du webcomic Megatokyo, où elle apparaît mangeant du taiyaki.
Cinq jours avant le premier portage PS2 de Kanon, une imprimante pour PS2, nommée Tapis MPR-505 est sortie au Japon, permettant aux joueurs d'imprimer des captures d'écran de jeux. Kanon était l'un des trois jeux supportés par l'imprimante à sa sortie, les deux autres étant America Ōden Ultra Quiz de DigiCube et Marle de Jigsaw de Nippon Ichi Software.
La seconde série animée de Kanon a fait l'objet d'une critique par Anime News Network, où Theron Martin affirma que la série est un « harem moe stéréotype » et que l'aspect moe de la série « donne l'impression de se noyer dans un bain de mignonisme gluant ». La série est également décrite comme similaire à l'adaptation d'Air : « Comme Air, les quatre premiers épisodes peuvent être simplement résumés à « un mâle dominant arrive en ville et tue le temps à interagir avec des jolies filles ». Cependant, contrairement à Air, ces interactions peuvent occasionnellement être très drôles. » Theron Martin compare également Kanon à l'adaptation animée de Shuffle! qui est décrite comme un « plastiquage » là où Kanon « fonctionne ». Selon lui, cela tient au fait que les personnages « se font aimer du spectateur (...) bien mieux que ceux de Shuffle! ». Il cite les transitions entre contenu humoristique et contenu sérieux comme un élément déterminant de la série. Cependant, Theron Martin ajoute que l'un des défauts de la série est de « surjouer les scènes mignonnes banales et les clichés moe à certains moments », avec pour conséquence qu'il se passe peu de choses dans le scénario. Yuichi est décrit comme « trop erratique pour être vraiment crédible » ou facilement croyable. En dépit des défauts de la série, Theron Martin la décrit comme « une des meilleures séries moe en date » et salue la valeur de Kyoto Animation pour avoir produit « une des plus belles séries animées de l'année dernière ». Il fait une autre comparaison en citant Kanon comme « l'exact opposé de Gurren Lagann » qui se base principalement sur l'action.